# Pellionia repens
Pellionia repens là loài thực vật có hoa trong họ Tầm ma. Loài này được (Lour.) Merr. mô tả khoa học đầu tiên năm 1928.